# Emmy Bettendorf

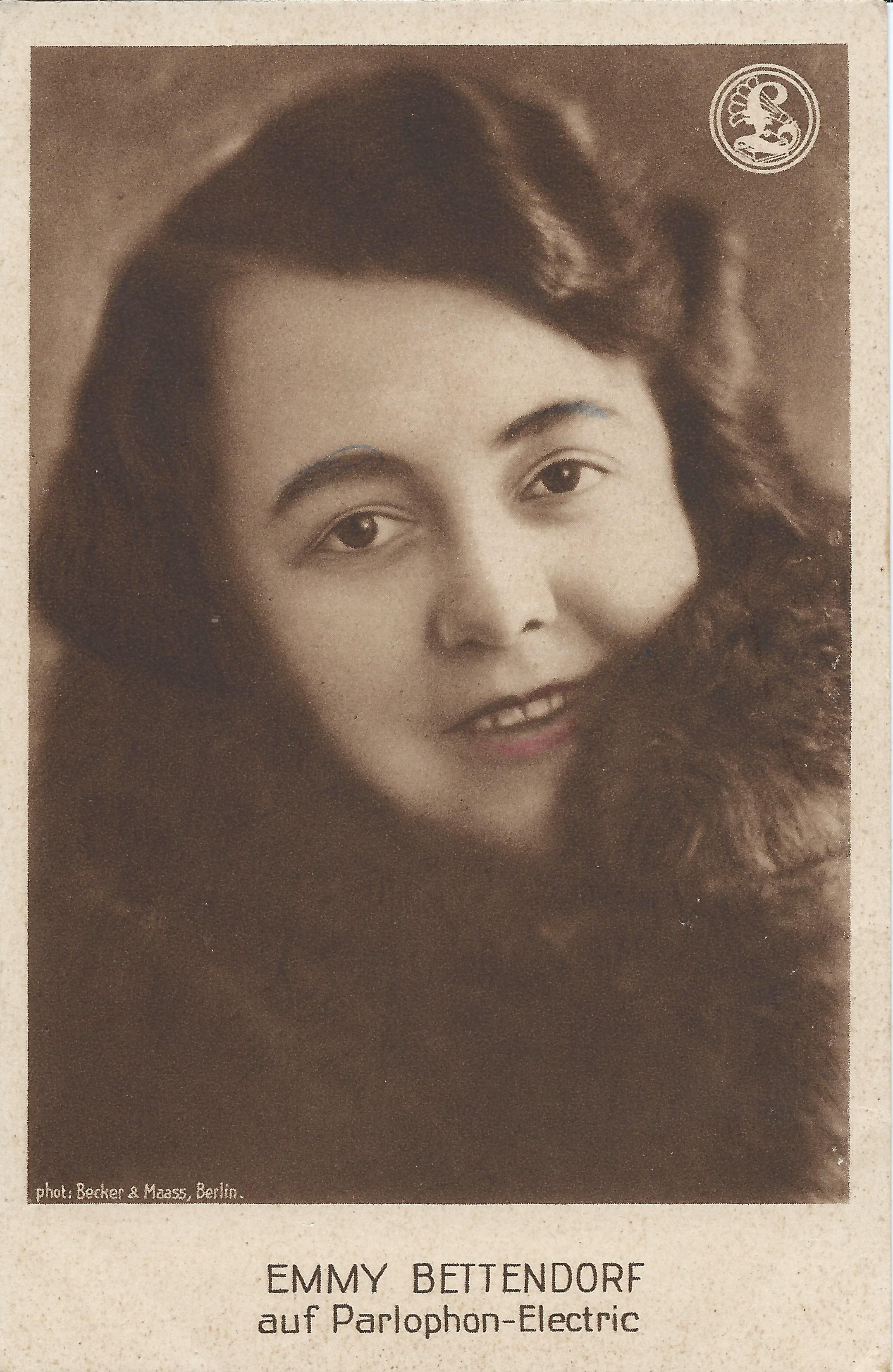
Emmy Bettendorf um 1928

Emmy Bettendorf (vielmehr Emilie Luise Bettendorf, * 16. Juli 1895 in Frankfurt am Main; † 20. Oktober 1963 in Berlin) war eine deutsche Opernsängerin in der Stimmlage Sopran.

## Leben
Emmy Bettendorfs Eltern waren der Mechaniker Carl Bettendorf (* 1867 Weyer) und Johanna Friederike Bettendorf, geborene Pint (* 1870 Frankfurt am Main; † 1930 ebendort). Sie fühlte sich früh zu einer Karriere als Sängerin hingezogen. Bereits mit 14 Jahren sang sie das erste Mal am Opernhaus Frankfurt vor. Im Alter von 19 Jahren erhielt sie dort 1914 einen Zweijahresvertrag und debütierte als Gabriele in Das Nachtlager in Granada von Conradin Kreutzer. 1916 wechselte sie an das Großherzogliche Hoftheater Schwerin. Hier sang sie im Oktober 1918 die Oliana in der Uraufführung der Oper Der heilige Morgen von Horst Platen. 1920 ging sie nach Berlin. Dort war sie von 1920 bis 1924 an der Staatsoper und von 1924 bis 1928 an der Städtischen Oper engagiert. Hier sang sie unter Dirigenten wie Leo Blech, Max von Schillings, Fritz Stiedry und Bruno Walter sämtliche Rollen ihres Fachs.
Die Sängerin baute ihr Repertoire in alle Richtungen aus und sang Partien sowohl als lyrischer wie auch als lyrisch-dramatischer Sopran. Gastspiele mit Bronsgeest’s Wanderoper machten sie in Holland vor allem als Mozart-Sängerin bekannt. Auch bei einem Gastspiel im Januar 1923 am Gran Teatre del Liceu in Barcelona war sie als Gräfin in Le nozze di Figaro zu hören. Sie trat an der Zoppoter Waldoper auf und gab Operngastspiele und Konzertabende in fast allen größeren Städten Deutschlands.

Doch bereits 1928 bereitete eine Erkrankung ihrer Opernkarriere ein Ende. Danach trat sie nur noch in Konzerten auf (bis 1934) und besang Schallplatten; dies mit außerordentlich großer Resonanz. Sie gehörte zu den erfolgreichsten Schellack-Stars der 1930er Jahre und hinterließ mehr als 300 Schallplattenaufnahmen.
Emmy Bettendorf heiratete im Dezember 1918 in der Schlosskirche von Schwerin den Schauspieler Werner Heckmann (* 1892 Zempelburg) und trat daraufhin als Emmy Heckmann-Bettendorf auf. Ebenfalls in Schwerin kam im Januar 1920 die gemeinsame Tochter Ingeborg zur Welt. Die Ehe wurde im Dezember 1923 geschieden. Im Juni 1925 heiratete Emmy Bettendorf  in Innsbruck in zweiter Ehe Matthias Attwenger und lebte seither in Österreich. Nach dem Tod ihres Ehemanns im Jahr 1938 ging es ihr finanziell so schlecht, dass sie wieder Konzerte geben musste. Einem festen Engagement stand wohl auch entgegen, dass sie sich weigerte, der NSDAP beizutreten. So kam es zum Einsatz bei der Truppenbetreuung, in deren Rahmen sie Konzerte in Polen, Russland, Griechenland und letztmalig 1944 in Albanien vor deutschen Soldaten gab. Mit dem verdienten Geld betrieb sie eine Fremdenpension in Garmisch. Schließlich holte sie der Bassist Michael Bohnen 1947 als Gesangspädagogin wieder nach Berlin. Hier lehrte sie zunächst an der Hochschule für Musik und war dann von Herbst 1948 bis 1951 Dozentin für dramatischen Unterricht am Städtischen Konservatorium. Ihre letzten Jahre verbrachte die einst so gefeierte Sängerin krank und vereinsamt in Berlin. Sie starb im Alter von 68 Jahren nach fast zweijährigen Leiden im Auguste-Viktoria-Krankenhaus in Berlin-Schöneberg.
Die Stimme der Künstlerin ist durch Schallplattenaufnahmen überliefert, die teilweise auch heute noch als CD oder MP3-Download greifbar sind.

## Repertoire (Auswahl)
- Faust (Charles Gounod): Margarethe
- Cavalleria rusticana (Pietro Mascagni): Santuzza
- Don Giovanni (Wolfgang Amadeus Mozart): Donna Anna
- Figaros Hochzeit (Wolfgang Amadeus Mozart): Gräfin
- Palestrina (Hans Pfitzner): Ighino
- Tosca (Giacomo Puccini): Tosca
- Der Rosenkavalier (Richard Strauss): Marschallin
- Don Carlos (Giuseppe Verdi): Elisabeth
- Ein Maskenball (Giuseppe Verdi): Amelia
- Der Troubadour (Giuseppe Verdi): Leonora
- Der Fliegende Holländer (Richard Wagner): Senta
- Die Meistersinger von Nürnberg (Richard Wagner): Eva
- Siegfried (Richard Wagner): Brünnhilde
- Tannhäuser (Richard Wagner): Elisabeth
- Der Freischütz (Carl Maria von Weber): Agathe

## Diskografie (Auswahl)

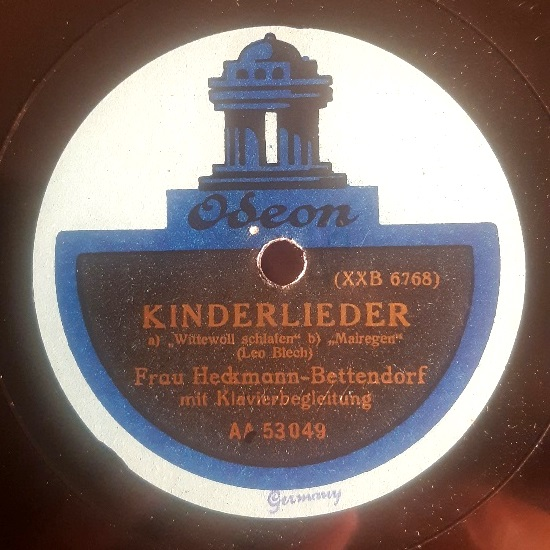
Schallplatte von Emmy Bettendorf, Berlin 1922

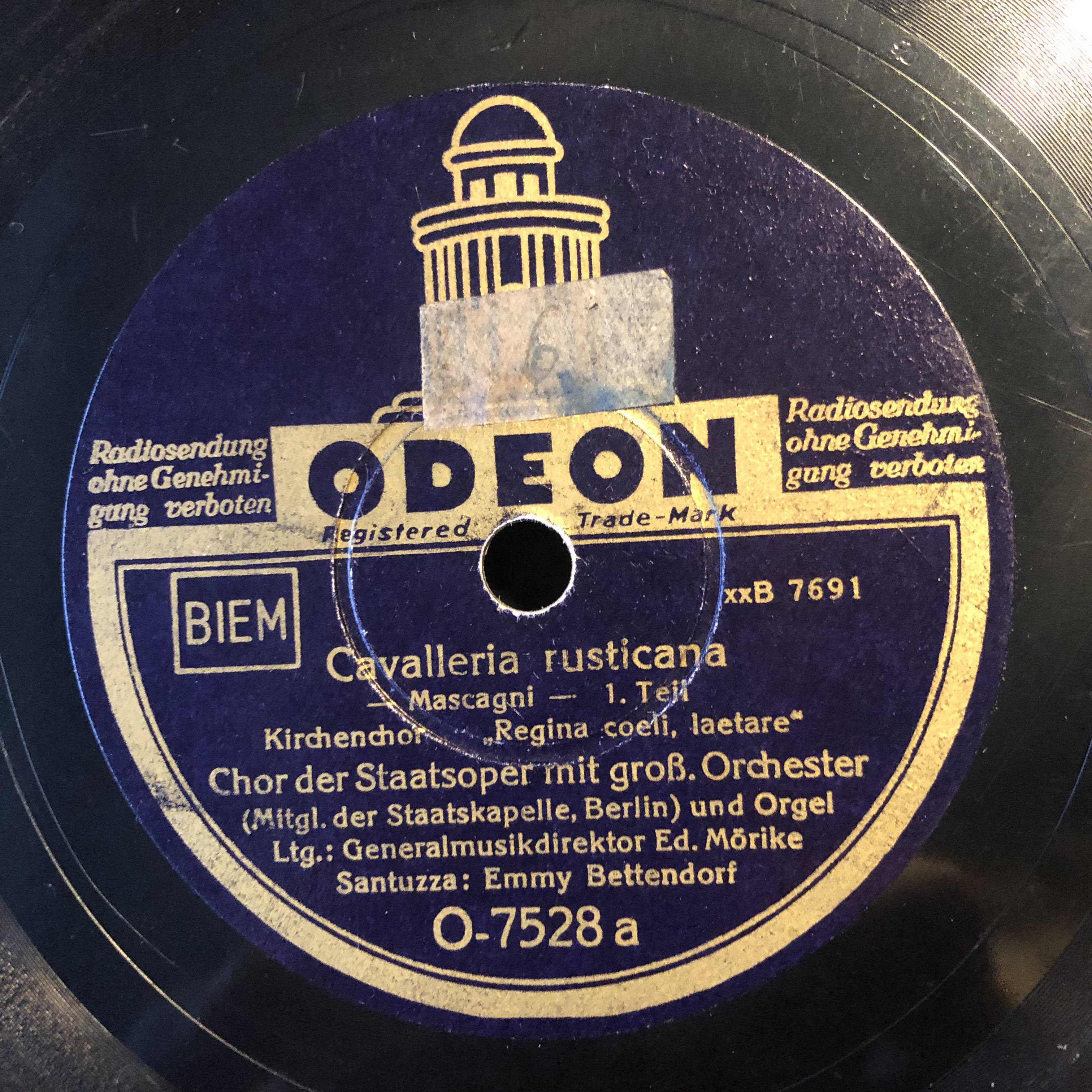
Emmy Bettendorf: Schallplattenaufnahme der Arie Regina coeli, laetare aus Pietro Mascagnis Oper Cavalleria rusticana, mit Mitgliedern der Staatskapelle Berlin unter Leitung von Eduard Mörike

- Lebendige Vergangenheit - Four German Sopranos Of The Past (CD). Margarete Bäumer, Emmy Bettendorf, Käthe Heidersbach, Else Gentner-Fischer, Preiser/Naxos, Wien 1998
- ABC der Gesangskunst. Historisches Gesangslexikon Teil 1 (Doppel-CD), Cantus-Line DA-Music, Diepholz 2002
- The Lighter Side of Emmy. Emmy Bettendorf (CD), Harmonia Mundi/Dutton lab, Arles 2005
- Lebendige Vergangenheit – Emmy Bettendorf (CD), Preiser/Naxos, Wien 2007